# Montodine
Montodine (lombardul: Muntóden) település Olaszországban, Lombardia régióban, Cremona megyében. Lakosainak száma 2449 fő (2023. január 1.). Montodine Bertonico, Castiglione d’Adda, Moscazzano, Ripalta Arpina, Ripalta Cremasca, Ripalta Guerina, Gombito és Castelleone községekkel határos.

## Népesség
A település lakossága az elmúlt években az alábbi módon változott:
| Lakosok száma | 2561 | 2517 | 2498 | 2449 |
|               | 2013 | 2017 | 2018 | 2023 |